# Виктор Самсаров
Виктор Самсаров е български строителен инженер.

## Биография
Роден е през 1872 г. в Търговище. През 1891 г. завършва строително инженерство във Виена. От 1899 г. е инженер е в Дирекция за постройка на железопътни линии в София, а от 1906 до 1911 г. е началник техническо бюро в предприятие за постройка на железопътната линия Борущица – Стара Загора. От 1911 г. е директор на предприятие за експлоатация на държавната гора „Лонгоза“. Между 1914 и 1922 г. е лектор в техническо училище по статика, якост на материалите и техническа механика. От 1922 до 1938 г. е директор на дружеството „Орион“ (през 1926 година присъединено към „Гранитоид“), което изгражда Водноелектрическата каскада „Рила“ и електропреносната мрежа, свързваща я с циментовия завод в Батановци, „Мина Пирин“ и град София.